# Oskar Nilsson (musikalartist)
Oskar Patrik Nilsson,  född 4 februari 1988, uppvuxen och bosatt i Stockholm, är en svensk musikalartist.

## Biografi
Nilsson har studerat både sång och elbas på Södra Latins musikerutbildning och utexaminerades från Kungliga Musikhögskolan i Stockholm våren 2011.
Den första stora rollen för Oskar Nilsson efter examen var rollen som Robert i Kristina från Duvemåla på Svenska Teatern i Helsingfors under spelåret 2012–13.
Därefter har han bland annat medverkat i konsertserien Music from the movies med Norrköpings symfoniorkester, musikalartisten Hanna Lindblad och dirigenten Hans Ek samt turnerat med Electric Banana Band.
Under spelåret 2014–15 hade han på nytt i rollen som Robert i uppsättningen av Kristina från Duvemåla på Göteborgsoperan. Jag har vuxit upp med musiken från Kristina från Duvemåla. Låtarna var väldigt populära i Sverige då musikalen spelades och det är så himla vacker musik!, säger Oskar Nilsson om musiken i Kristina från Duvemåla.
Även i uppsättningen på Cirkus i Stockholm, som hade premiär 12 september 2015, spelade han samma roll.
Oskar Nilsson skriver egen musik och har  en duo vid namn Two of Us tillsammans med gitarristen Efraim Thörnfeldt. Han har även sjungit i bandet Concept Store som numera går under namnet The Royal Concept.

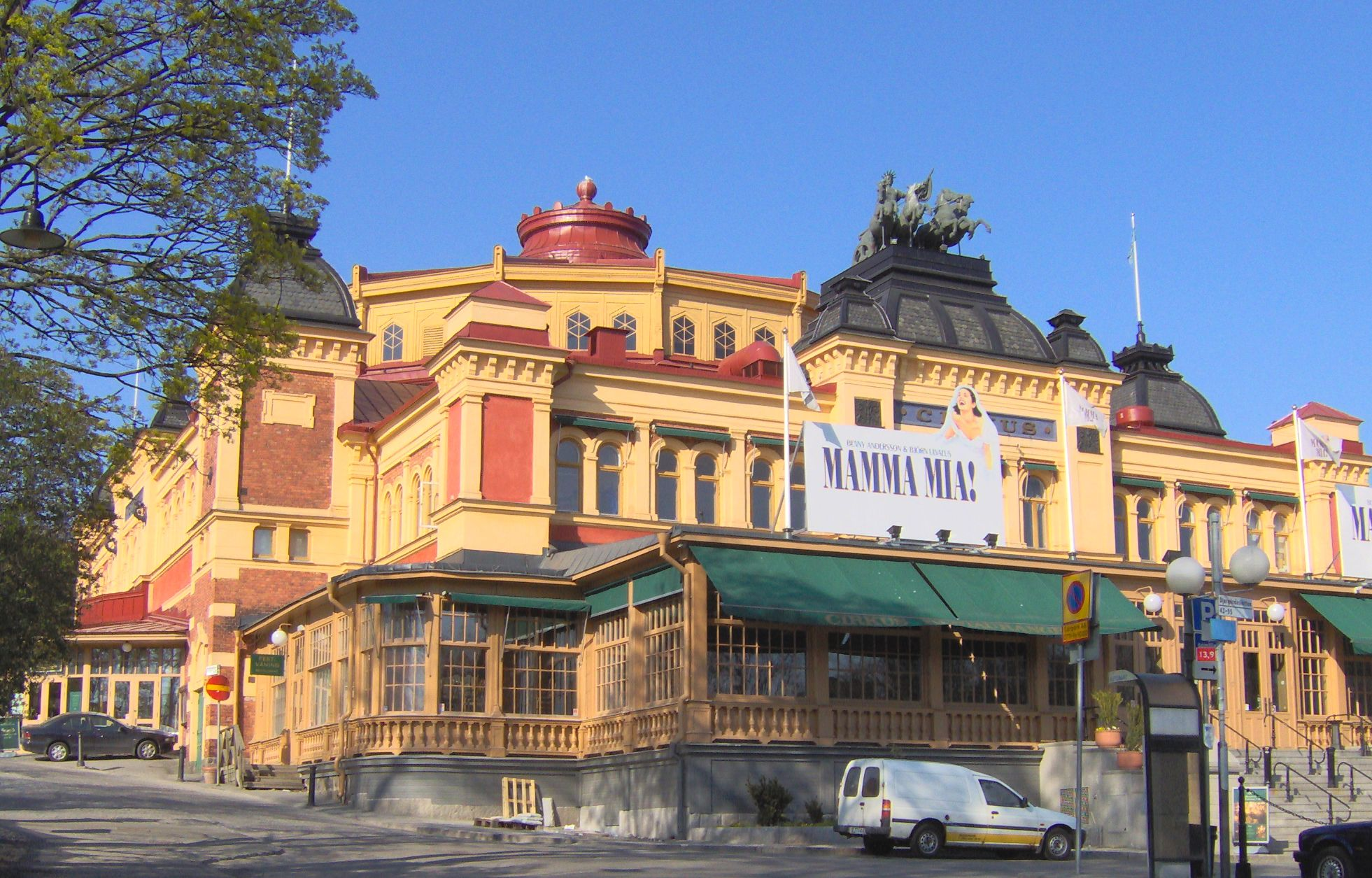
Cirkus är en av Oskar Nilssons hemmascener.

## Stipendier
Oskar Nilsson mottog hösten 2013 både Monica Zetterlund-stipendiet och Carl Billquist-stipendiet.

## Teater

### Roller
| År   | Roll   | Produktion                                                                          | Regi            | Teater            |
| ---- | ------ | ----------------------------------------------------------------------------------- | --------------- | ----------------- |
| 2015 | Robert | Kristina från Duvemåla Benny Andersson, Björn Ulvaeus, Lars Rudolfsson och Jan Mark | Lars Rudolfsson | Cirkus, Stockholm |